# Адолф Китл
Адолф Китл (Оравица, 17. фебруар 1908 — Београд, 1976) је био добровољац из Војводине у Шпанском грађанском рату.

## Биографија
По националности Немац. Као дете из родне Оравице дошао са родитељима у Панчево. У периоду од 1924. до 1937. године био активан члан синдикалног покрета, члан друштва Абрашевић и РСК Јединство у Панчеву. Два пута покушао да дође до Шпаније. Први пут (1936) осујећен од стране италијанских власти, које су га ухапсиле и депортовале назад у Југославију. Други пут (2. децембар 1937) био успешан и приступио је допунској Пољској бригади. Потом прекомандован у противтенковску батерију Петко Милетић, а од маја 1938. служио у шпанској 60. бригади, 3. дивизија. По евакуацији Шпанске републиканске армије у Француску 1939. интерниран у логор Аржеле, а потом Гирс.
У јуну 1940. ухапшен од стране Гестапоа, и осуђен на присилан рад у радном логору код Диселдорфа, где је провео осам месеци. Поново ухапшен априла 1942, и у затвору у Немачкој био до маја 1943. године. У јулу 1943. се са супругом враћа у окупирану Југославију, и одлази у Панчево где је сарађивао са Народноослободилачким покретом. По трећи пут ухапшен од Гестапоа почетком 1944. године, и осуђен на две године присилног рада као непријатељски и саботерски елемент. По ослобођењу Панчева од стране Црвене армије пуштен из затвора. У октобру 1944. придружио се Дванаестој војвођанској ударној бригади. Касније прекомандован у Врховни штаб артиљерије, где је добио задатак формирања транзитних база за примање и снабдевање оружјем и муницијом. Од априла 1945. служио као аутоматичар борац у 8. бригади 51. Војвођанске ударне дивизије.
Одликован Медаљом заслуга за народ. Био активни официр Југословенске народне армије са чином потпоручника.
Умро 1976. године у Београду.